# システム神経科学
システム神経科学（しすてむしんけいかがく、英: Systems neuroscience）は神経科学の下位分野で、覚醒し、行動する正常な生物の神経回路や神経システムの機能を研究する。システム神経科学は、神経細胞が結合してニューラル・ネットワークを作った時にどのようにふるまうのか (例えば、視覚や自発運動など) を研究する様々な分野の総称である。この分野では、神経科学者は異なる神経回路がどのようにして感覚情報を分析し、外的環境を認識し、意思決定を行い、運動を実行するかを研究している。システム神経科学に関心がある研究者は脳に対する分子神経科学や細胞神経科学的なアプローチと、行動神経科学や認知神経科学のおもな守備範囲である言語や、記憶、自己認識のような高次精神活動の間にある大きな溝に着目している。自らの主な分野をシステム神経科学としている研究者は少なく、たいていの場合はより詳細に "行動神経科学" や "認知神経生理学" としている。この用語は主に、大学院の神経科学コースなどで、1学期の講義は分子/細胞神経科学、2学期の講義はシステム神経科学というように教育分野で使われる。また、時には学術機関の神経科学科内で分野を区別するために使われることもある。